# Francolinus
Francolinus là một chi chim trong họ Phasianidae.

## Hình ảnh

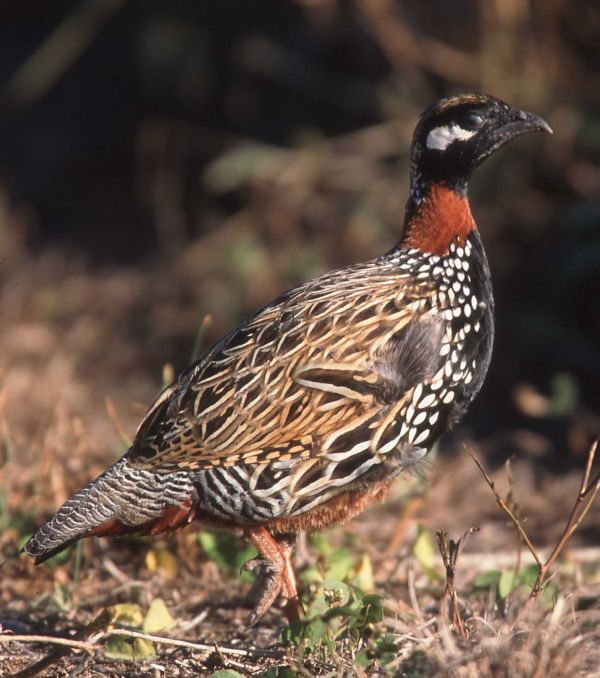
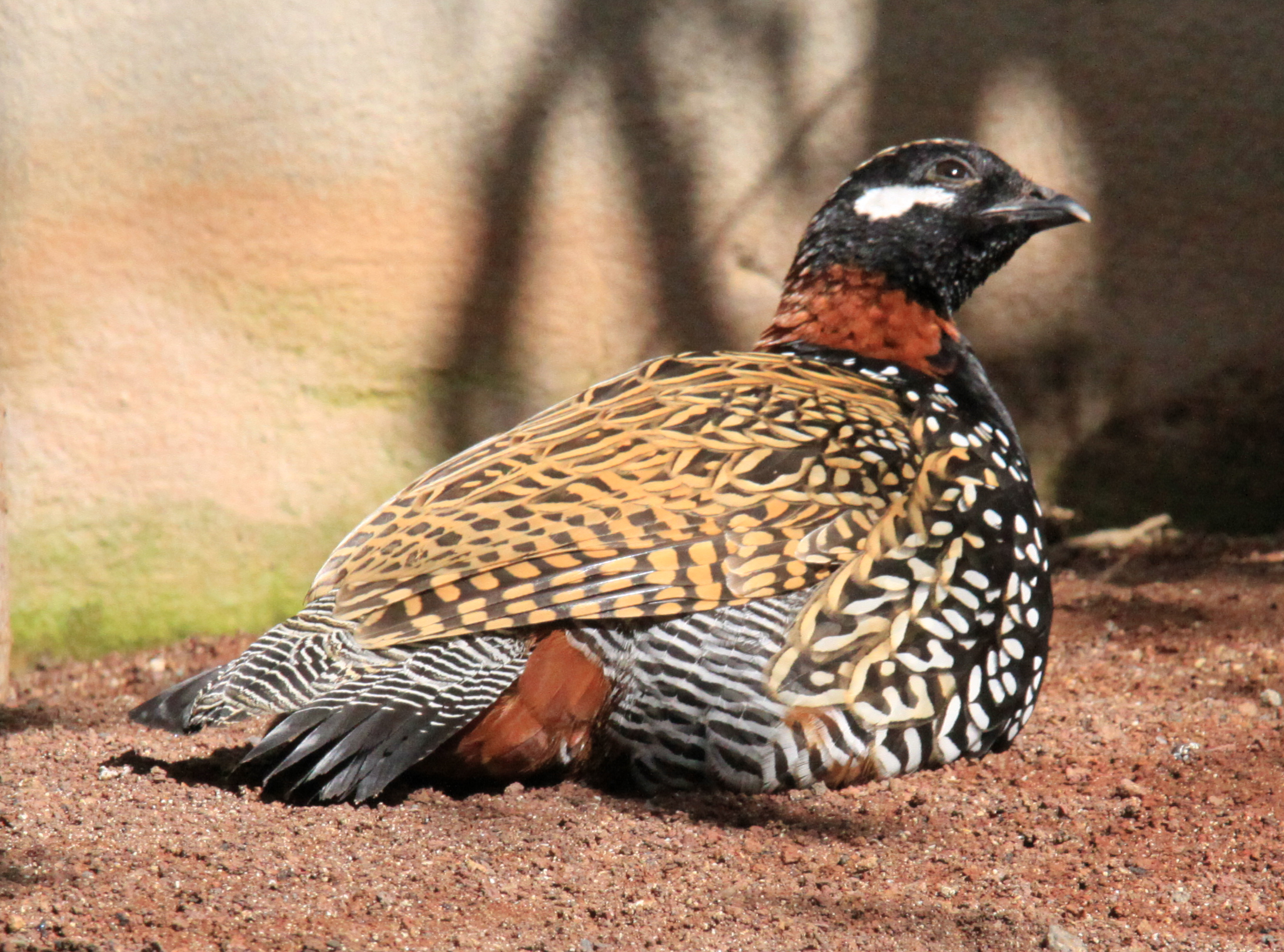
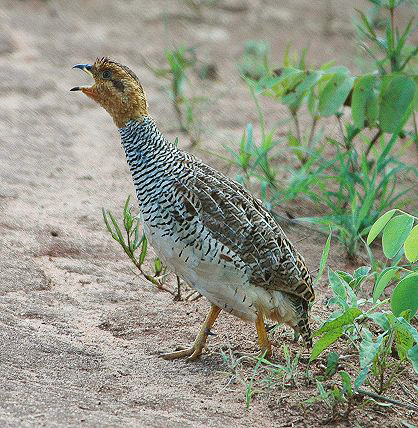
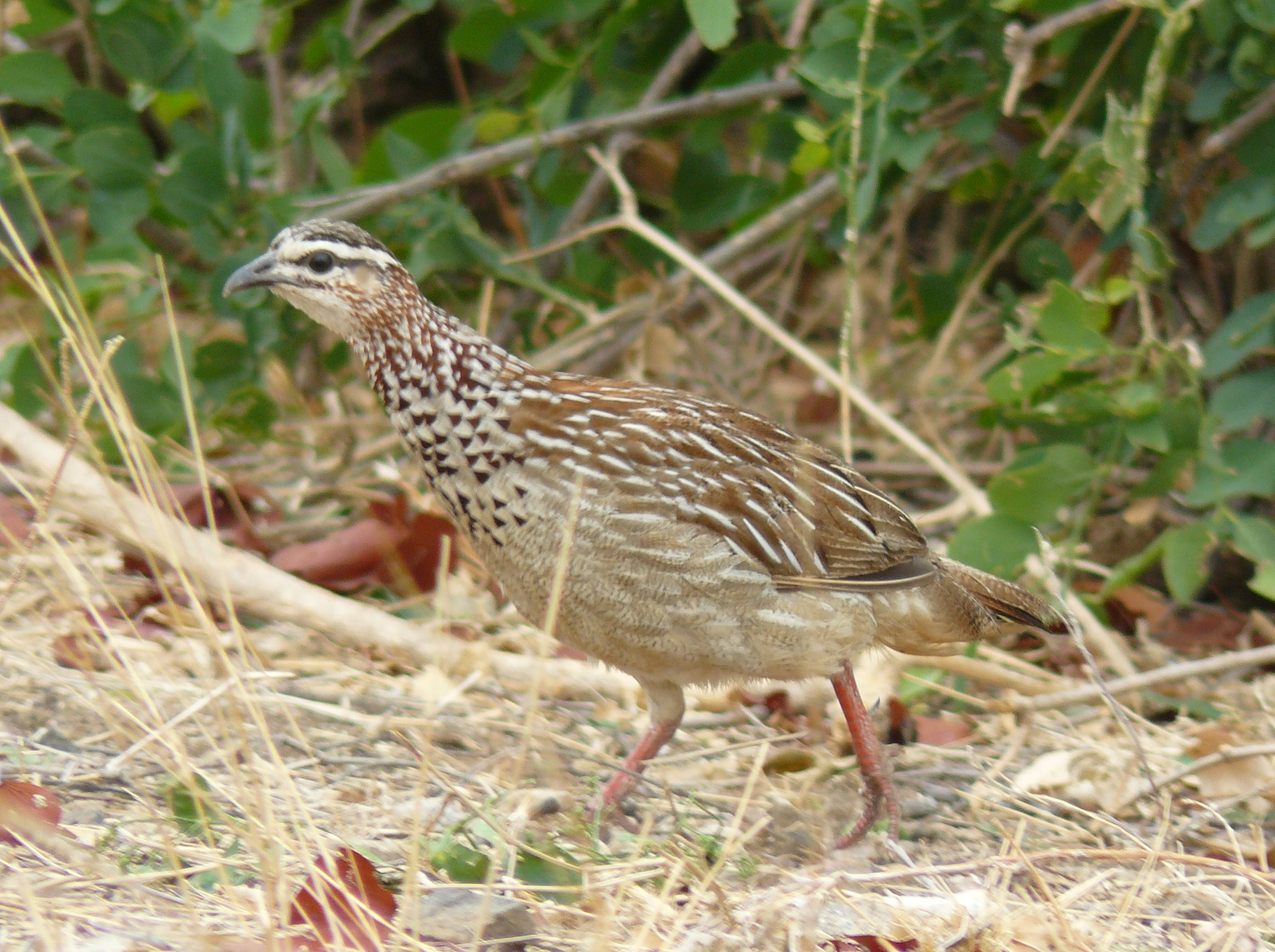
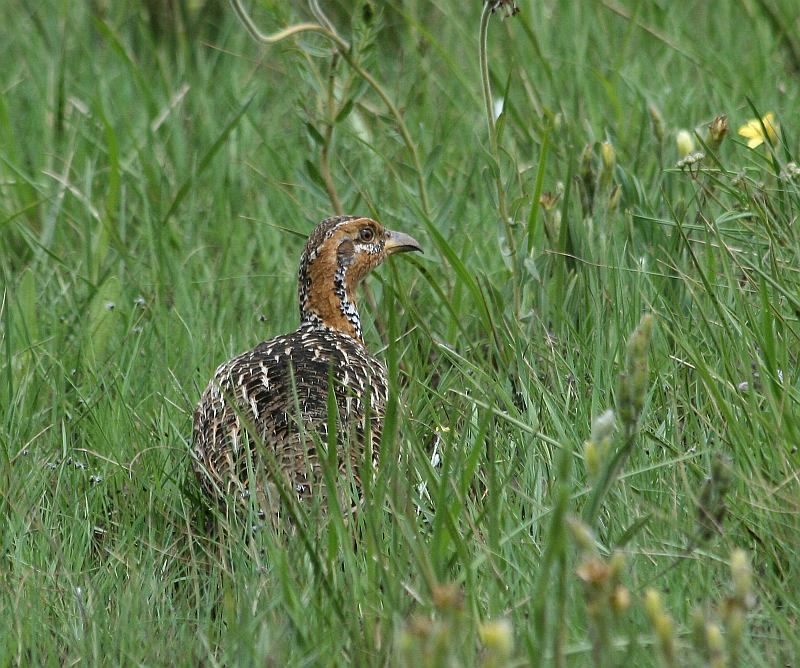
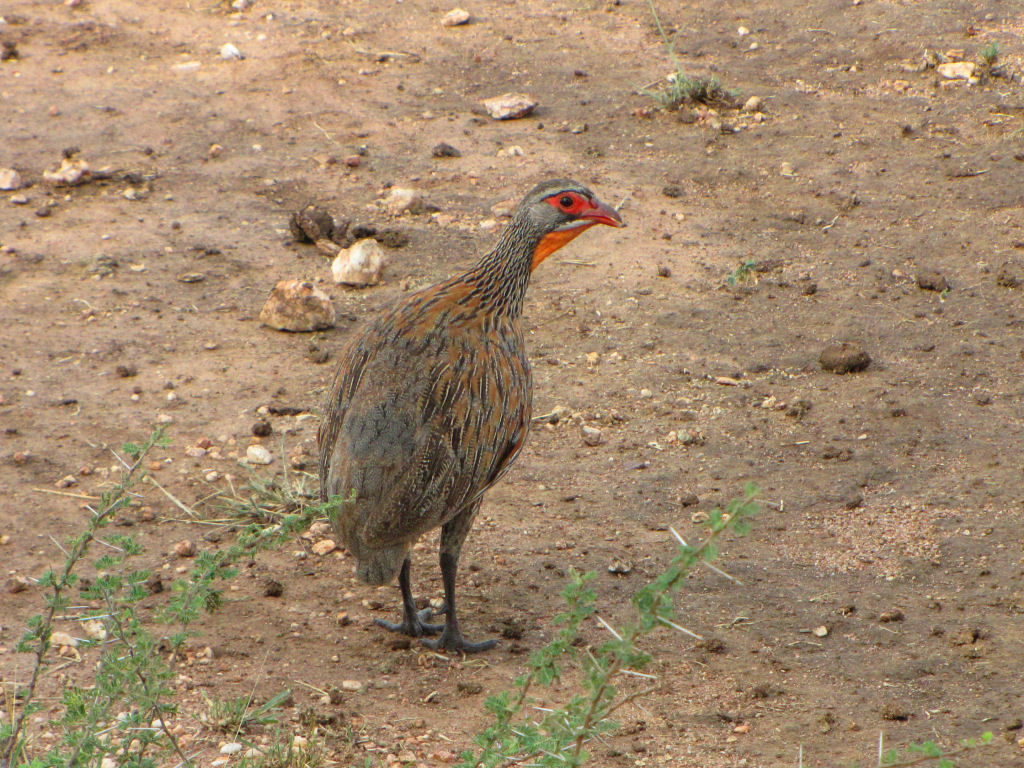
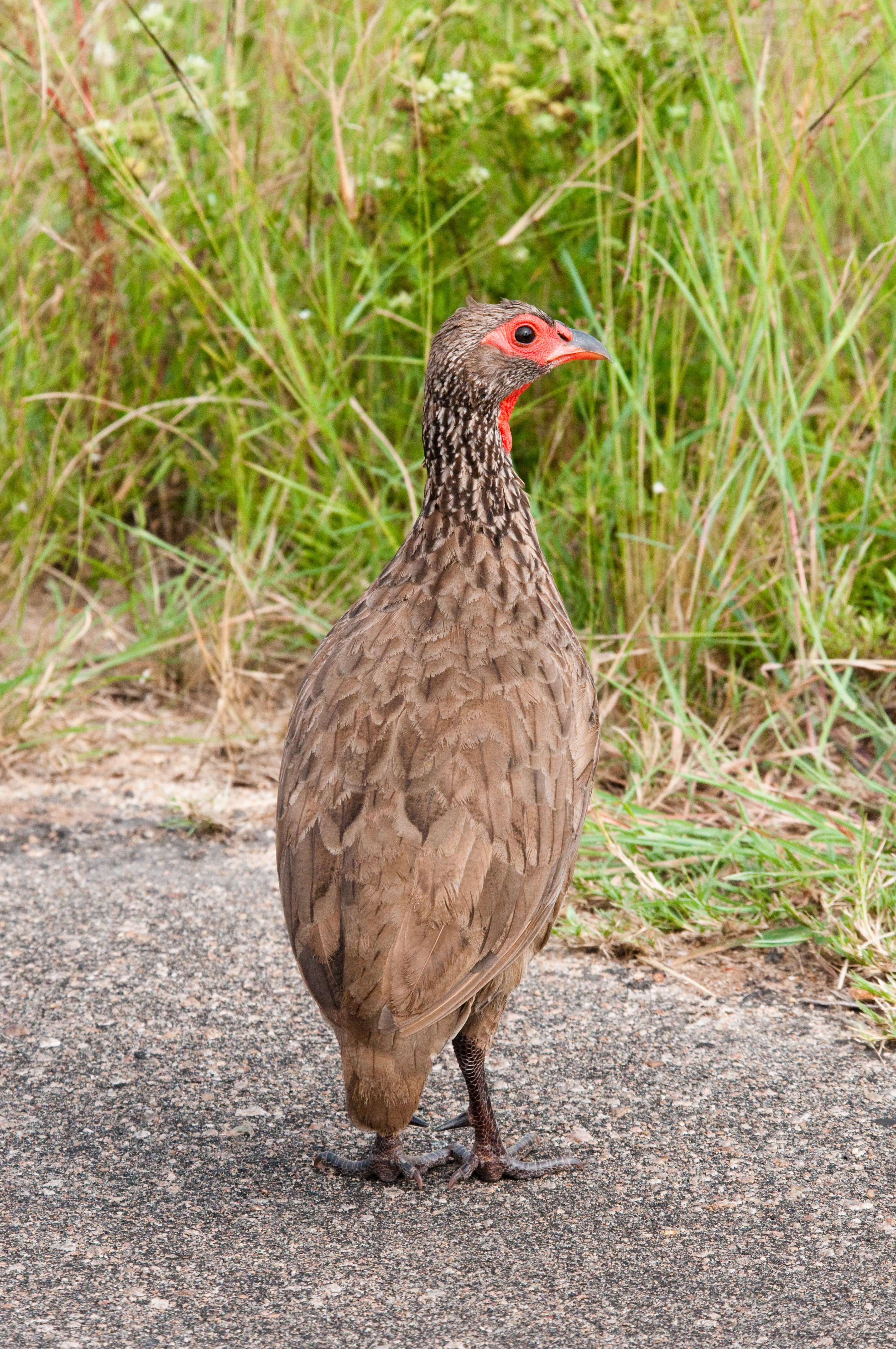